# Anatoli Jelezniakov
Anatoli Jelezniakov (en russe Анато́лий Григо́рьевич Железняко́в, Anatoliy Grigorievitch Jelezniakov), aussi appelé le Marin Jelezniak (Матро́с Железня́к en russe), est un acteur de la guerre civile russe.

## Biographie
Anatoli Jelezniakov est né le 20 avril 1895 à Fedoskino, non loin de Moscou, en Russie, dans une famille de classe moyenne.
Après avoir servi comme pompier dans la marine marchande et comme mécanicien dans une usine de défense, il est appelé en octobre 1915 à servir dans le deuxième équipage de la flotte de la Baltique. Il déserte en juin 1916 et se cachera jusqu'à la Révolution de février dans la flotte marchande de la mer Noire, sous un nom d'emprunt.

### Rôle durant la guerre civile
Après la révolution de février, Jelezniakov revient à Pétrograd. Cependant, ses convictions anarchistes font qu'il ne reconnaîtra pas le nouveau gouvernement provisoire. Suspecté de fomenter un coup d'état, il est condamné à 14 ans de travaux forcés, mais réussit à s'échapper de prison. En septembre, en tant que membre de la flotte de la Baltique, il participe à une formation afin de préparer les marins à la révolution d'Octobre, et est élu délégué des marins.
En décembre 1917, il devient commandant du détachement des marins révolutionnaires et il est envoyé à Moscou et à Kharkov afin de renforcer le pouvoir soviétique, puis rentre à Pétrograd. Son radicalisme anarchiste et gauchiste le rend particulièrement sévère à l'égard des ennemis du nouveau pouvoir soviétique ; il conduira par exemple l'assassinat de Chingarev et Kokochine, acte considéré comme le premier de la future terreur révolutionnaire.
Peu de temps après, il est envoyé dans le sud du pays, pour consolider le pouvoir soviétique. Il a été nommé au commandement de la flottille du Danube et de la Bessarabie. En mars 1918, il a commandé une équipe de marins qui ont combattu sur le front contre l'armée austro-hongroise. Après la fin des combats dans le sud du pays, il est revenu à Pétrograd, où il s'est vu confier la direction d'un régiment de la quatorzième armée de Vorochilov, qui a les forces du général Pyotr Krasnov.
Vers la fin de l'automne 1918, il a été rappelé à Moscou, où il a été chargé de développer les activités souterraines de la propagande parmi les ouvriers dans les territoires occupés par l'Allemagne. Après un voyage difficile, il est arrivé à Odessa et a commencé son travail. En avril 1919, l'Armée rouge a pris la ville. Jeleznyakov a été bientôt nommé commandant du régiment blindé de la quatorzième armée.
Jeleznyakov mourut le 6 juillet 1919, à Verkhivtseve (à l'époque en Russie, aujourd'hui en Ukraine), où il commandait un équipage de blindés. Il est mort des suites de blessures par balles, reçues dans les dernières minutes du combat. Son corps a été transporté à Moscou, où des funérailles ont eu lieu au cimetière Vagankovo.

## Postérité

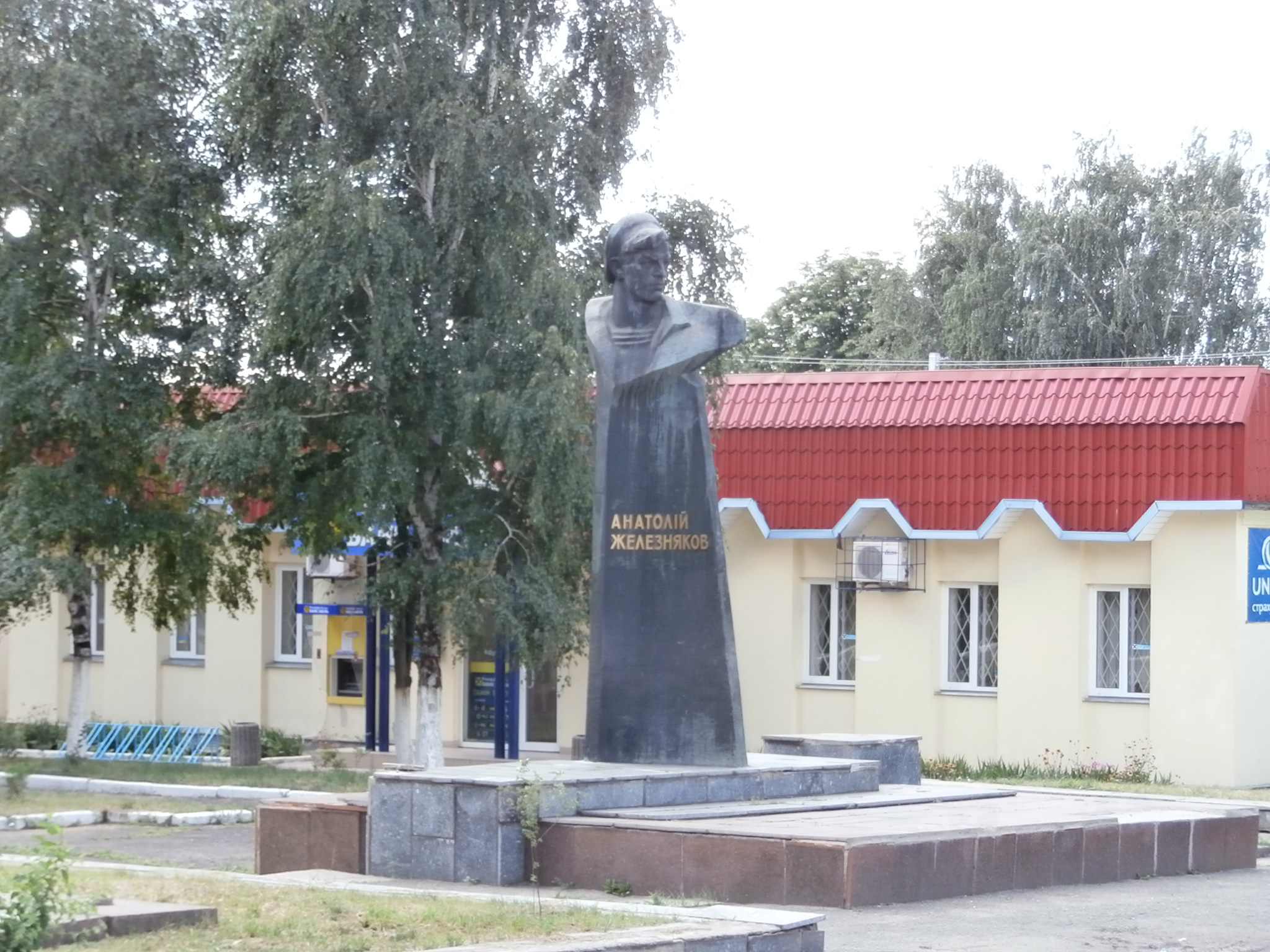
Son buste à Piatykhatky.

Le nom d'Anatoli Jelezniak a été donné à de nombreuses rues en Union soviétique (à Moscou, Sebastopol, Kherson, Donetsk... entre autres). Il a aussi été donné à de nombreux navires de la marine soviétique.
Le compositeur Matveï Blanter a composé en 1936, sur des paroles de Mikhaïl Golodny, une chanson sur Jelezniakov, nommée Partisan Jelezniak (Партизан Железняк en russe). La chanson aura un certain succès, comme en témoignent les nombreuses interprétations qui furent faites par la suite. Celle-ci commence et se termine par un couplet décrivant le tumulus de Jelezniakov, dans les steppes non loin de Kherson.
Jelezniakov apparaît aussi dans un certain nombre de films et de livres, et est entré dans l'imaginaire collectif comme l'homme pendu cintré dans sa ceinture portant des munitions,.